# Ноа Потховен
Ноа Потховен (нід. Noa Pothoven; 18 грудня 2001, Арнем і Гелдерланд, Нідерланди — 2 червня 2019, Нідерланди) — голландська активістка, борчиня за право на смерть, авторка книги про психічне здоров'я. Її самогубство викликало світовий резонанс.

## Біографія
Більшу частину життя Ноа страждала від хронічної депресії і посттравматичного розладу. Її постійно мучили тривожні розлади, і як наслідок, проявилася схильність до нервової анорексії. У 11 років її сексуально домагались на шкільній вечірці, а в 14 зґвалтували два чоловіки. Потховен не змогла розповісти про це, навіть її батьки довгий час не знали про зґвалтування. Мати Ноа прочитала про це в одному із передсмертних листів, які дівчина написала напередодні невдалої спроби самогубства.
Потховен пройшла важкий курс реабілітації, проте їй не покращало. Натомість у неї розвинулося почуття провини. Вона написала книгу під назвою «Перемагати або вчитися», в якій описала всі свої страждання і думки. Книга мала успіх, але Ної це не принесло полегшення. Після свого 17-річчя дівчина самостійно направила запит в одну із голландських клінік з проханням про евтаназію. Лікарі вирішили, що вона занадто молода для прийняття подібного рішення, і дали відстрочку до її 21-річчя.
Ноа Потховен померла 2 червня 2019 року, про смерть дівчини повідомила її сестра. Ноа заморила себе голодом, відмовившись раніше від води та їжі. Батьки і медики погодилися не лікувати дівчину проти її волі. Після її смерті багато голландських та світових ЗМІ помилково написали, що смерть Ноа сталася в результаті активної евтаназії.
Папа Римський Франциск так відреагував на смерть Ноа: «Евтаназія і допомога при самогубстві — поразка для всіх. Ми покликані ніколи не залишати тих, хто страждає, ніколи не здаватися, а піклуватися і любити, щоб відновити надію».